# Helmut Roleder
Helmut Roleder (* 9. Oktober 1953 in Freital) ist ein ehemaliger deutscher Fußballtorwart. Er spielte 17 Jahre lang für den VfB Stuttgart und wurde mit ihm 1984 Deutscher Meister.

## Karriere

### Vereine
Helmut Roleder begann beim SV Ebersbach mit dem Fußballspielen und wechselte 1969 in die Jugendabteilung des VfB Stuttgart, den er bis zu seinem Karriereende angehören sollte. Dem Jugendalter entwachsen rückte er zur Saison 1972/73 in die erste Mannschaft auf. In seiner Premierensaison im Seniorenbereich absolvierte er fünf Punktspiele in der Bundesliga. Er debütierte am 30. September 1972 (4. Spieltag) bei der 1:3-Niederlage im Auswärtsspiel gegen Hannover 96. In den folgenden beiden Spielzeiten bestritt er neun Punktspiele und musste am Saisonende 1974/75 als 16. der Meisterschaft mit den Stuttgartern in die 2. Fußball-Bundesliga Süd absteigen. Der VfB Stuttgart war aufgrund einer Neuerung der erste Verein, der aufgrund dieser Platzierung absteigen musste – zuvor waren es immer der 17. und 18. der Meisterschaft. Nach zwei Spielzeiten in der Zweitklassigkeit, in der er 67 von 76 möglichen Punktspielen bestritt, kehrte er als Meister der 2. Bundesliga Süd 1977 mit dem VfB Stuttgart in die höchste deutsche Spielklasse zurück. 
Am 9. April 1983 (27. Spieltag) wurde er beim 2:2-Unentschieden im Auswärtsspiel gegen den VfL Bochum fünf Minuten vor Spielende als erster Torhüter aufgrund einer „Notbremse“ des Feldes verwiesen. Er blieb dem VfB Stuttgart, dem er bis Saisonende 1986/87 angehörte, treu.  Sein letztes von 280 Bundesligaspielen bestritt er am 22. April 1986 (33. Spieltag) bei der 1:2-Niederlage im Auswärtsspiel gegen Bayer 04 Leverkusen. In der letzten Saison blieb er ohne Einsatz, da Eike Immel ihn als Stammtorwart abgelöst hatte. Roleder war an einer Hüftarthrose erkrankt, die ihn zum Sportinvaliden machte.

### Nationalmannschaft
Schon als Spieler des SV Ebersbach kam er am 29. April 1969 in der Schülernationalmannschaft zu seinem ersten Länderspiel. Mit 17 Jahren debütierte er in der DFB-Jugendauswahl, die am 29. November 1970 in Apenrade gegen die Auswahl Dänemarks mit 1:0 gewann. Es folgten elf weitere Einsätze, von denen er einen am 17. Januar 1971 in Las Palmas gegen die Auswahl Frankreichs mit 3:2 in Spielen um den Atlantik-Pokal gewann sowie deren fünf als Nr. 1 im Tor während des vom 13. bis 22. Mai 1972 ausgetragenen UEFA-Juniorenturniers in Spanien, das er mit der Mannschaft nach der 0:2-Niederlage im Finale gegen die Auswahl Englands als zweiter beendete.
Für die B-Nationalmannschaft bestritt er 1980 und 1981 vier Länderspiele, wobei er sein Debüt am 7. Oktober 1980 in Kerkrade beim 2:1-Sieg gegen die niederländische Auswahl mit Einwechslung für Jupp Koitka gab.
Sein einziges A-Länderspiel bestritt er am 28. März 1984 in Hannover beim 2:1-Sieg über die Auswahl der UdSSR. In der Halbzeit wurde der VfB-Torwart für Stammkeeper Toni Schumacher eingewechselt. Er gehörte zum Aufgebot für die vom 12. bis 27. Juni 1984 ausgetragene Europameisterschaft in Frankreich, bestritt jedoch kein Turnierspiel.

## Erfolge
- Deutscher Meister 1984
- Finalist DFB-Pokal 1986
- Finalist UEFA-Juniorenturnier 1972

## Sonstiges
Nach seiner Fußballer-Karriere arbeitete Helmut Roleder als Sportjournalist und war in der Unternehmensleitung eines Verlages tätig. Heute berät er Unternehmen und ist Kommunikations- und Businesstrainer und Referent für Motivationsvorträge. Roleder engagiert sich für das Sozialprojekt „Wir helfen Afrika“ als Projektbotschafter.

## Kandidatur als Vereinspräsident
Am 22. Mai 2011 gab Helmut Roleder bekannt, für das Amt des Präsidenten des VfB Stuttgart kandidieren zu wollen. Da der Aufsichtsrat des VfB um seinen Vorsitzenden Dieter Hundt Gerd E. Mäuser als einzigen Kandidaten für das Amt des Präsidenten vorgeschlagen hatte, musste mit einer Mehrheit von mindestens 75 Prozent der Stimmen der anwesenden Mitglieder auf der Mitgliederversammlung eine Satzungsänderung herbeigeführt werden, damit Roleder gegen Mäuser hätte antreten können. Nachdem die Satzungsänderungsanträge auf der Mitgliederversammlung am 17. Juli 2011 nicht die notwendige Mehrheit erhalten hatten, wurde Mäuser zum Präsidenten des VfB gewählt.